# Hidroksimetilfurfural
Hidroksimetilfurfural (HMF), tudi 5-(hidroksimetil) furfural, je organska spojina, ki izhajajo iz dehidracije nekaterih sladkorjev.. Ta rumena nizko tališčna, trdna snov je zelo topna v vodi. Molekula je sestavljena iz furana prstan, ki vsebujejo funkcionalne skupine aldehida in alkohola. HMF identificirana v različnih toplotno obdelanih živil, vključno z mlekom, sadnimi sokovi, žganja, medu, itd. HMF, ki izhaja iz celuloze brez uporabe vrenja, je potencial 'ogljika' surovina za goriva in kemikalije.

## Produkcija
Povezane s proizvodnjo furfurala, HMF nastaja iz sladkorja. Izhaja prek dehidracija fruktoze.. Zdravljenje fruktoze s kislinami, sledi tekoče ekstrakcije, v organskih topilih, kot so metil izobutil ketona. Pretvorba vpliva na različne dodatke, kot so DMSO, 2-butanola in poli vinil pirolidona, ki zmanjša nastanek stranskih produktov. Ionske tekočine olajšajo pretvorbo fruktoze v HMF.
Na zgornji sliki so prikazane v serije kemičnih ravnovesij: fructopyranose 1, fructofuranose 2, dveh vmesnih fazah dehidracije (ni izoliran) 3,4 in končno HMF 5.
Chromous klorid katalizira neposredno pretvorbo fruktoze (pridobivanje 90) in glukoze (pridobivanje 70) v je HMF.  Kasneje celulozo neposredno pretvori v HMF (pridobivanje 55 na 96 čistosti).. Klorida krom katalizira pretvorbo glukoze v fruktoze. Različne metode so bile razvite za pretvorbo celuloznih biomase HMF.

## Uporaba
HMF je mogoče pretvoriti v 2,5-dimethylfuran (DMF), ki je tekoče biogorivo, ki je v nekaterih pogledih boljše od etanola. Oksidacijo HMF daje tudi 2,5-furandicarboxylic kislina, ki je bila predlagana kot  nadomestitev za tereftalne kisline v proizvodnji iz poliestra.
5-Hidroksimetil-2-furfural (5HMF) je bilo ugotovljeno, da se vežejo posebej z znotrajcelično srpastim hemoglobinom (HbS). Predhodne raziskave in vivo s srpastih transgenih miših pokazali, da peroralno vzetega 5HMF zavira nastanek sickled celic v krvi.

## Kot nezaželena sestavina v hrani
HMF je praktično ni v sveži hrani, ampak jo naravno proizvaja sladkor s hrano med heat-treatments kot sušenje ali kuhanje. Skupaj z veliko drugimi okusi in barvami povezanih snovi, HMF nastane v Maillardova reakcijo, kot tudi med karamelizacijo. V teh živilih nastajajo počasi tudi med skladiščenjem. V kislih pogojih v korist generacije HMF.
HMF, je mogoče najti v nizkih količinah v medu, sadnih sokovih in UVT mleku. Tukaj kot tudi v kisih, alkoholnih izdelkih ali piškotih. HMF lahko uporabijo kot indikator za presežek toplotne obdelave. Je na primer v svežem medu, a le v nizkih količinah HMF — manjša od 15 mg/kg – odvisno od pH vrednosti in temperature in starosti, in codex alimentarius standardna zahteva, da v medu imajo manj kot 40 mg/kg HMf in zagotoviti, da se ne ogreva v medu med predelavo, razen v tropskih medih, ki morajo biti pod 80 mg/kg.
Večje količine HMF najdemo naravno v kavi in suhem sadju. V več vrstah pražene kave, ki jih vsebuje med 300-2900 mg/kg HMF. V posušenih slivah je bilo ugotovljeno, da vsebujejo do 2200 mg/kg HMF. V temnem pivu pa 13,3 mg/kg, v pekovskih izdelkih vsebuje med HMF 4.1-151 mg/kg.
HMF je lahko v obliki visoko fruktoznega koruznega sirupa (HFC), ravni okrog 20 mg/kg HMF, ugotovljeno je da se povečuje med skladiščenjem ali ogrevanjem. To je problem pri ameriških čebelarjih, ki jih uporabljajo HFC kot vir sladkorja, ko ni dovolj virov nektarja za krmo čebel. Ampak HMF pa je strupen za njih. Dodajanje baze kot sode v prahu ali kalijevega klorida za nevtralizacijo HFC upočasni nastanek 
HMF.[11]
Glede na tehnologijo proizvodnje in skladiščenja, ravni v hrani precej razlikujejo. Ocenitev prispevka HMF pri vnosu v  hrano, je treba upoštevati njegove potrošnje. Kava je živilo, ki je zelo velikega pomena v smislu ravni HMF in porabljene količine.
HMF je naravna sestavina, vendar običajno prisotna v nizkih koncentracijah. Pri dnevnem vnosu HMF so lahko osnove zelo različne zaradi posameznih vzorcev porabe. Ocenjeno je da v zahodni prehrani, po vrstnem redu po velikosti 5-10 mg HMF se zaužije v hrani.
V prejšnjih časih so HMF uporabljali v hrani za aromatiziranje, ta praksa je sedaj v Evropi ukinjena. HMF pa se še najde tudi v cigaretnem dimu.

## Metabolizem
Glavni metabolit pri ljudeh je 5-hidroksimetil-2-furojska kislina (HMFA), ki se izloča v urinu. HMF se lahko tudi presnavlja 5-sulfoxymethylfurfural (SMF), ki je zelo reaktivn in se lahko poveže z DNK ali proteini. Pri vitro testih in študijah na podganah kažejo potencialne toksičnosti in rakotvornosti HMF. Pri ljudeh ni znana, nobena povezave med vnosom HMF in boleznimi.

## Razgradnja 5 hidroksimetilfurfurala v medu
5-Hidroksimetilfurfurala (HMF) je najpomembnejši vmesni produkt reakcije,ki katalizirajo kisline in dehidracije hexoses in/ali Maillardova reakcije; Poleg tega se najbolj uporablja indeks za ovrednotenje toplotne škodo ali staranja živilskih proizvodov. Po navadi so njene razgradne reakcije, zelo počasne in zanemarjene. Ta študija poroča o ugotovitvah o HMF, dinamiko razgradnje v medu različnega cvetličnega izvora pri temperaturi med 25 in 50 stopinj Celzija. Rezultati označujejo višjo degradacijsko stopnjo (k(HMF) (razgradnja)) v primerjavi s tvorbo stopenj (k(HMF) (oblikovanje)) v kostanju in citrusovih vzorcih. Podobno k vrednosti so bile ugotovljene v večcvetnem medu. Poleg tega je bila reakcija HMF razgradnje značilna pri nižji aktivacijski energiji (E(a)) pri vrednosti v primerjavi z vrednostmi pri E(a) tvorbi. Končna koncentracija HMF v medu, med skladiščenjem pri sobni temperaturi, je zaradi visoke koncentracije sladkorja. Nihanje HMF v medu je lahko odvisna od ravnotežja med kopičenjem in degradacijo procesov. To lahko vpliva na veljavnost HMF kot shranjevanje indeks v medu, predvsem med analizo tega medu, katerega preveč omejuje zakonodaja (citrusov) ali kostanjevega medu, kjer analiza pove, da se ne kopičijo.

## Kvantifikacija
Danes je HPLC z UV-detektorjem referenčna metoda (npr. DIN 10751-3). Klasične metode za kvantifikacijo HMF v hrani se uporablja fotometrija. Metoda po beli je diferencialna UV-fotometrija z natrijevim bisulfitom in brez njega - zmanjšanja HMF (AOAC 980.23). Winklerjeva fotometrična metoda je barvna reakcija z uporabo p-toluidina in barbiturne kisline (DIN 10751-1). Fotometrični preskus je lahko nespecifičen, saj lahko zazna tudi sorodne snovi, kar vodi do višjih vrednosti kot meritve HPLC. Na voljo so tudi kompleti za hitre analize (npr. Refelctoquant HMF, Merck KGaA).

## Zgodovina
To organsko spojino je študiral francoski kemik Louis Maillard leta 1912, v študijah encimske reakcije glukoze.